# كارلوس برناردو غونزاليس بيكوتشي
كارلوس برناردو غونزاليس بيكوتشي (بالإسبانية: Carlos Bernardo González Pecotche)‏ (من مواليد 11 أغسطس 1901 - والمُتوفى في 4 أبريل 1963)، والمعروف أيضًا باسم راومسول، هو مفكر وداعم للإنسانية قام بتطوير مبدأ الفلسفة المنطقية في عام 1930.

## سيرته الذاتية
كان كارلوس غونزاليس بيكوتشي ابنًا لجورج ن. غونزاليس وماريا بيكوتشي دي غونزاليز. وتزوج من بولينا يوجينيا بونتل في 8 أكتوبر 1924 وكان له ابن هو كارلوس فيديريكو غونزاليس بونتل المولود في 10 يوليو 1925.
أسس كارلوس أول مركز ثقافي للفلسفة المنطقية في 11 أغسطس 1930، في مدينة قرطبة بالأرجنتين. وقام بعد ذلك بتأسيس العديد من المراكز الدراسية الأخرى في الأرجنتين وأوروغواي والبرازيل. وشغل منصب رئيس تحرير مجلتين (أكواريوس، 1931-1939، ولوجوصوفيا، 1941-1947) وصحيفة هيراد راومسوك (1935-1938) المهتمة بتدريس ونشر المعرفة المنطقية. أعطى أكثر من ألف مؤتمر ودروس في الأرجنتين وأوروغواي والبرازيل، وتواصل أثناء حياته عل نطاق واسع وشامل مع علماء الفلسفة في جميع أنحاء العالم، وكذلك مع المثقفين في أمريكا الجنوبية وأوروبا.و كتب العديد من الكتب المتعلقة بالوجودية في العديد من الأنواع.
كما أنشأ النظام التعليمي اللوجستي، الذي يضم اليوم 7 مدارس في البرازيل، و 2 في الأرجنتين، وواحد في أوروغواي. تطبق هذه المدارس علم أصول التدريس المنطقي (بيداغوجيا).

## مؤلفاته المُختارة
- مقدمة في الإدراك اللوجستي - 1951
- أسس سلوكك (بعد وفاته) - 1965
- أوجه القصور وروح الإنسان - 1962
- الحوار - 1952 (بالإسبانية، غير متاح باللغة الإنجليزية بعد)
- دورة استهلال في الفلسفة - 1963
- التفسير الفلسفي المنطقي- 1956
- الفلسفة والعلوم والوسائل - 1957
- الميراث الذاتي - 1957
- الروح (بعد وفاته) - 1968
- آلية الحياة الواعية - 1956